# Дет Гуле Пале
Дет Гуле Пале (на датски: Det Gule Palæ Жълтия замък), е замък, разположен на Амилиегел, близо до Амилиабо, във Фредерикстаден, Копенхаген, Дания. Той е приет за първия пример на сграда в неокласически стил в Копенхаген.
Замъкът е построен като градска къща, придобита по-късно от датското кралско семейство. Принц Кристиан Глюксборг, по-късно Кристиан IX Датски, я купува при пристигането си в Копенхаген, като тя става къщата, в която са родени неговите деца – Фредерик VIII Датски, Александра Датска, Георгиос I и Мария Фьодоровна. Днес сградата е собственост на датската агенция за дворците и имотите.

## История
Когато Фредерикстаден е построен около 1748 г., е представлявал район, наситен със сгради в архитектурния стил рококо. Всички нови сгради трябва да отговарят на определени изисквания, определяни от Николай Ейгтвед, кварталния градостроител. След смъртта му през 1754 г. основните му принципи са спазвани и уважавани, но се интерпретират по-свободно и променяйки се в съответствие с модата. Дет Гуле Пале е построен в периода 1759 - 1764 г. от търговеца на дървен материал Х. Ф. Баргум. Архитект на сградата е Никола-Анри Жарден и тя е проектирана в стил неокласицизъм
Крал Фредерик VI Датски откупува замъка през 1810 г. и той започва да се използва като къща за гости, за роднини, посещаващи кралското семейство. През 1837 г. крал Фредерик VII Датски предава имота на племенника си принц Кристиан Глюксборг, който пристига в Копенхаген от Германия. В този момент никой не знае, че по-късно той ще стане крал Кристиан IX Датски. Принц Кристиан живее в замъка до 1865 г., когато става крал и се мести в дворецът Амилиебо.
По-късно през годините принц Валдемар Датски живее в Дет Гуле Пале до смъртта си през 1939 г. Той е последният кралски обитател на замъка.